# Lekce truchlení
Lekce truchlení (v originále Good Grief) je americký hraný film z roku 2023, který režíroval Dan Levy podle vlastního scénáře. Snímek měl světovou premiéru 29. prosince 2023 a poté byl uveden na Netflixu 5. ledna 2024.

## Děj
Marc a Oliver pořádají vánoční večírek pro své přátele. Oliver je úspěšný londýnský spisovatel a Marc je malíř, který kreslí ilustrace k jeho knihám. Marc odjíždí do Paříže, kde má v Louvru autogramiádu. Ale jeho taxi má autonehodu, při které Oliver zemře. Marc se snaží s jeho smrtí vypořádat. Přesně po roce ale o Oliverovi zjistí, že vedl dvojí život. Rozhodne se odjet do Paříže, kde má Oliver pronajatý byt, aby zjistil Svým přátelům Sophii a Thomasovi navrhne, ať jedou s ním. Ovšem pravý důvod víkendové návštěvy vánoční Paříže jim neprozradí.

## Obsazení
| Dan Levy       | Marc           |
| Ruth Negga     | Sophie         |
| Himesh Patel   | Thomas         |
| Luke Evans     | Oliver         |
| Celia Imrie    | Imelda         |
| Arnaud Valois  | Theo           |
| David Bradley  | Duncan         |
| Emma Corrin    | mladá umělkyně |
| Jamael Westman | Terrance       |
| Kaitlyn Dever  | Lily Kayne     |